# Bad Königshofen im Grabfeld
Bad Königshofen im Grabfeld, Bad Königshofen i.Grabfeld – miasto uzdrowiskowe w Niemczech, w kraju związkowym Bawaria, w rejencji Dolna Frankonia, w regionie Main-Rhön, w powiecie Rhön-Grabfeld, siedziba wspólnoty administracyjnej Bad Königshofen im Grabfeld do której miasto jednak nie należy. Leży w Grabfeldzie, ok. 18 km na wschód od Bad Neustadt an der Saale, nad rzeką Soława Frankońska, przy drodze B279 i linii kolejowej Bad Königshofen im Grabfeld – Bad Neustadt an der Saale.

## Dzielnice
W skład miasta wchodzą następujące dzielnice:
- Althausen
- Aub im Grabfeld
- Eyershausen
- Gabolshausen
- Ipthausen
- Merkershausen
- Untereßfeld

## Demografia
| Rok  | Liczba mieszkańców |
| ---- | ------------------ |
| 1970 | 5715               |
| 1987 | 5901               |
| 2000 | 6914               |
| 2005 | 7063               |

## Współpraca
Miejscowości partnerskie:
- Arlington, Stany Zjednoczone
- Gaukönigshofen, Bawaria
- Römhild, Turyngia